# Jasenica (gmina Negotin)
Jasenica (cyr. Јасеница) – wieś w Serbii, w okręgu borskim, w gminie Negotin. W 2011 roku liczyła 511 mieszkańców.